# Verwandtschaft (Recht)

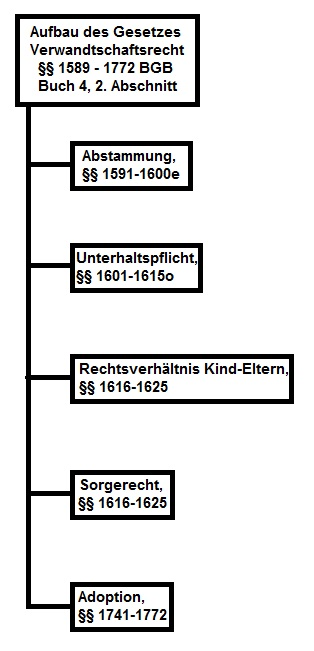
Aufbau Verwandtschaftsrecht BGB

Verwandtschaft im familienrechtlichen Sinne oder juristische Verwandtschaft unterscheidet sich in vielen Staaten von dem, was umgangssprachlich als Verwandtschaft bezeichnet wird – sie ist nicht deckungsgleich zu „(Familien)Angehörige“, denn zu diesen zählen auch Ehepartner und eingetragene Lebenspartner sowie Verschwägerte, aber zu ihnen besteht keine rechtliche Verwandtschaft.

## Deutschland, Österreich, Schweiz
Rechtlich ist Verwandtschaft im deutschen Bürgerlichen Gesetzbuch in den Paragraphen 1589–1772 geregelt, im österreichischen Allgemeinen bürgerlichen Gesetzbuch hauptsächlich in Paragraph 40 und folgenden, und im Schweizer Zivilgesetzbuch in den Artikeln 252–359.
In allen drei Staaten ist Verwandtschaft rechtlich festgelegt als biologische Abstammung voneinander oder von derselben dritten Person (vergleiche BGB § 1589, ABGB § 40, ZGB Artikel 20). Neben dieser Blutsverwandtschaft gibt es die juristische Verwandtschaft mit einem nicht leiblichen Kind, etwa nach einer Adoption, einer Anerkennung der Vaterschaft oder bei einer gerichtlichen Vaterschaftsfeststellung. Im Fall einer heterologen Samenspende in einem Kinderwunschzentrum kann der Samenspender in Deutschland jedoch nicht als Vater dieses Kindes festgestellt werden (§ 1600d Abs. 4 BGB). Mutter, auch im Rechtssinn, ist die Frau, die das Kind geboren hat (Mater semper certa est).
Unterschieden wird zwischen Verwandtschaft in gerader Linie und in der Seitenlinie:
- Wenn eine Person von der anderen abstammt, sind in sie gerader Linie verwandt. Das sind Eltern und ihre Kinder, ebenso Großeltern und ihre Enkel und so fort.
- Personen, die nicht in gerader Linie verwandt sind, aber von (mindestens) einer dritten Person abstammen, sind in der Seitenlinie verwandt. Das gilt für Geschwister, die von denselben Eltern abstammen und ihre Nachkommen (Neffe und Nichte, Cousin und Cousine, Tante und Onkel etc.).

Der Grad der Verwandtschaft bestimmt sich nach der Zahl der sie vermittelnden Geburten (§ 1589 Abs. 1 Satz 3 BGB).
Bis 1970 galten in der Bundesrepublik Deutschland der Vater und sein uneheliches Kind als nicht miteinander verwandt, diese traditionelle Vorstellung wurde mit dem Nichtehelichengesetz beseitigt.
Der rechtliche Verwandtschaftsgrad (das Verwandtschaftsverhältnis) zwischen zwei Personen bestimmt sich nach der Zahl der ihre Verwandtschaft vermittelnden Geburten; beispielsweise sind Bruder und Schwester zueinander Verwandte zweiten Grades, weil zwei vermittelnde Geburten zwischen ihnen liegen.
Keine Verwandtschaft besteht zwischen Ehepartnern oder gleichgeschlechtlichen Lebenspartnern – durch ihre Eheschließung oder Verpartnerung entsteht aber eine Schwägerschaft zu den Verwandten des Partners, umgangssprachlich als eingeheiratete oder indirekte Verwandtschaft bezeichnet.
Nahe Verwandtschaft ist ein Hindernis für das Schließen einer Ehe oder Lebenspartnerschaft: Nicht untereinander heiraten oder sich verpartnern dürfen Verwandte in gerader Linie sowie (Halb-)Geschwister; dies gilt auch für Adoptivkinder (in Österreich nur Blutsverwandte).

### Adoption
Verwandtschaft im gesetzlichen Sinne entsteht auch durch die Annahme einer Person „an Kindes statt“ (Adoption), sie ist der Blutsverwandtschaft rechtlich gleichgestellt. Bei der Volladoption eines Minderjährigen verliert das Adoptivkind seine rechtliche Verwandtschaft zu seiner Ursprungsfamilie (Herkunftseltern) und wird stattdessen mit allen Verwandten seiner Adoptiveltern verwandt, es ist ihren leiblichen Kindern gleichgestellt (Adoptivbruder, Adoptivschwester). Ebenso gilt eine erbrechtliche Verwandtschaft mit allen Verwandten der Adoptiveltern.
Ist die oder der Annehmende alleinstehend oder Teil einer gleichgeschlechtlichen Lebenspartnerschaft, hat das Adoptivkind nur einen Elternteil. In Deutschland darf ein Lebenspartner allerdings nicht ein Adoptivkind seines Partners als sein Stiefkind adoptieren, auch darf er sich nicht an einer Adoption beteiligen (weil er gleichgeschlechtlich ist, siehe Adoption durch Lebenspartner).
Auch für Adoptivkinder besteht das gesetzliche Verbot der Heirat oder Lebenspartnerschaft, in Deutschland und der Schweiz auch des Beischlafs (siehe Deutsche Inzestverbote). Dies gilt auch für biologisch verwandte Mitglieder der Ursprungsfamilie des Adoptivkindes. Bei einer Erwachsenenadoption, die im Allgemeinen seltener vorkommt, sehen die Rechtsordnungen weniger einschneidende Änderungen der Verwandtschaftsbeziehungen vor.